# Acrocercops strophiaula
Acrocercops strophiaula är en fjärilsart som beskrevs av Edward Meyrick 1935. Acrocercops strophiaula ingår i släktet Acrocercops och familjen styltmalar. Inga underarter finns listade i Catalogue of Life.